# Neurhermes guangxiensis
Neurhermes guangxiensis är en insektsart som beskrevs av Author?, [0000. Neurhermes guangxiensis ingår i släktet Neurhermes och familjen Corydalidae. Inga underarter finns listade i Catalogue of Life.